# Llau de Joncarlat
La llau de Joncarlat és una llau del terme municipal de Conca de Dalt, al Pallars Jussà, a l'antic terme d'Hortoneda de la Conca, a l'àmbit de l'antic poble d'Herba-savina.
Està situada a ponent d'Herba-savina i del Serrat des Bigues. S'origina als peus de la Serra de Pessonada a la seva part oriental, a migdia de la Roca Roia, des d'on davalla cap a migdia, travessa la partida de Joncarlat, després passa a llevant de la de Prat la Vall, i poc després s'aboca en el riu de Carreu a l'extrem sud-oriental del Prat la Vall.